# Luci a San Siro e altri successi
Luci a San Siro e altri successi è un album raccolta di Roberto Vecchioni, pubblicato nel 1994.

## Tracce
1. Luci a San Siro
2. L'uomo che si gioca il cielo a dadi
3. Archeologia
4. Il fiume e il salice
5. Lui se n'è andato
6. Ninna nanna
7. La farfalla giapponese
8. Parabola
9. Aiace
10. Per tirare avanti
11. Fratelli
12. Io non devo andare in Via Ferrante Aporti
13. Il re non si diverte
14. Povero ragazzo
15. I pazzi sono fuori